# Crnčići
Crnčići (cyr. Црнчићи) – wieś w Bośni i Hercegowinie, w Republice Serbskiej, w gminie Višegrad. W 2013 roku liczyła 24 mieszkańców.